# Parada do Monte e Cubalhão
Parada do Monte e Cubalhão (llamada oficialmente União das Freguesias de Parada do Monte e Cubalhão) es una freguesia portuguesa del municipio de Melgazo, distrito de Viana do Castelo.

## Historia
Fue creada el 28 de enero de 2013 en aplicación de una resolución de la Asamblea de la República de Portugal promulgada el 16 de enero de 2013 con la unión de las freguesias de Cubalhão y Parada do Monte, pasando su sede a estar situada en la antigua freguesia de Parada do Monte.

## Demografía
| Gráfica de evolución demográfica de Parada do Monte e Cubalhão entre 2011 y 2021 |
|                                                                                  |
| Datos según el nomenclátor publicado por el INE portugués.                       |